# 海岸角
海岸角（英語：Cape Coast）是加纳中部省的首府，距加纳首都阿克拉165公里，2000年人口82,291。从16世纪开始，海岸角分别被英国、葡萄牙、瑞典、丹麦和荷兰统治过。芳蒂人称该地叫“Oguaa”。

## 历史
该地由葡萄牙人于15世纪发现，1650年荷兰人开始在此建立城堡，1652年瑞典人扩建的海岸角城堡向周边拓展，1664年被英国人夺得。
该堡目前是联合国教科文组织世界遗产。

## 旅游
蟹是海岸角的吉祥物，现在在城市中心就有一个蟹的雕塑。建造于1820年的威廉堡曾在1835年到1970年代作为灯塔。维多利亚堡建于1702年。这些城堡都是世界遗产的沃尔特大阿克拉中西部地区的要塞和城堡的一部分。